# Isaiah Adams
Isaiah Adams (Ajax, 21 luglio 2000) è un giocatore di football americano canadese che milita nel ruolo di guardia per gli Arizona Cardinals della National Football League (NFL).

## Carriera universitaria

### Wilfrid Laurier University
Adams iniziò la sua carriera universitaria a Laurier nel 2018, giocando nove partite nel 2018 e otto nel 2019. Dopo la stagione 2019 optò per trasferirsi al Garden City Community College.

### Garden City CC
Nell’ultima stagione di Adams a Garden City fu inserito nella prima formazione NJCAA D1 All-American.

### Illinois
Adams decise di passare agli Illinois Fighting Illini per giocare nella Division 1. Nel 2022 disputò tutte le 13 partite, 12 come guardia sinistra titolare e una come tackle sinistro titolare. Nella stagione 2022, Adams fu classificato come 11ª migliore guardia sui blocchi della nazione e come seconda nella Big Ten Conference.. Per le sue prestazioni fu inserito nella terza formazione ideale della Big-Ten. Grazie anche al suo apporto la sua squadra fu semifinalista al Joe Moore Award che la migliore linea offensive della nazione. Nella stagione 2023, Adams fu nominato capitano e giocò come titolare tutte le 12 partite.

## Carriera professionistica

### Arizona Cardinals
Adams fu scelto nel corso del terzo giro (71º assoluto) del Draft NFL 2024 dagli Arizona Cardinals. Debuttò come professionista subentrando nella gara del primo turno contro i Buffalo Bills. Nella sua prima stagione disputò 15 partite, di cui 5 come titolare.